# 韦尔切利
韦尔切利（意大利语：Vercelli），意大利北部皮埃蒙特大区韦尔切利省下辖城市，为韦尔切利省省会。人口4.66万（2017年数据）。该城市大约建于公元前600年左右，为意大利北部最古老的城市之一。
韦尔切利市坐落于塞西亚河和波河平原之滨，都灵、米兰之间的平原上。是意大利主要的农业产区，主产大米。
当地居民大部分说意大利语、皮埃蒙特语。世界上第一所公众开办大学于1228年在这里开设（意大利的第七所大学，于1372年关闭）。如今韦尔切利拥有一所集文学、心理学为主的大学，属于东皮埃蒙特大学；同时和一个都灵理工大学校区。

## 历史
韦尔切莱（意大利语：Vercellae，拉丁语: Vercelum）是利古里亚人部落的首都。公元前101年，韦尔切莱战役中盖乌斯·马略 大败辛布里人和条顿人 ，因此这里成为重要的市镇中心。
500年后，罗马帝国最高军队将领 斯提里科 在这里彻底击败哥特人，在哲罗姆时代几乎被彻底毁坏。由于伦巴第人入侵，这座城市隶属于伊夫雷亚公爵管辖。从公元885年，这座城一直由来自法兰西第一帝国贵族阶层的采邑主教管辖。
在公元1120年，韦尔切莱成为自治城镇，同时加入第一、第二伦巴第联盟。

## 友好城市
- 法國阿爾勒
- 西班牙托尔托萨